# Cymatosiraceae
Famille
Les Cymatosiraceae sont une famille d'algues de l'embranchement des Bacillariophyta (Diatomées), de la classe des Mediophyceae et de l’ordre des Cymatosirales.

## Étymologie
Le nom de la famille vient du genre type Cymatosira, dérivé du grec κῦμα / kýma, « ce qui enfle, d'où : flot, vague, fœtus, fruit », et de -sir, « corde, chaine ».

## Description
Le genre type Cymatosira est un « petit genre » de diatomées benthiques marines formant des colonies filamenteuses de cellules rectangulaires, dont les côtés sont incurvés de sorte que les sommets ne se touchent pas.
Ses cellules sont unies par des épines centrales imbriquées qui empêchent la séparation des cellules.
Les plastides (plastid), au nombre de 1 à 4, sont en forme de plaque et se trouvent à chaque extrémité de la cellule. Les frustules sont hétérovalvaires (heterovalva), c'est-à-dire que leurs deux valves n'ont pas la même forme.
Les valves sont plus ou moins largement lancéolées avec des apex pointus ou émoussés qui se terminent par des ocellus  ; ceux-ci sont quelque peu inclinés par rapport à la face de la valve et entourés d'un rebord distinct.
Les aréoles (areola) sont poroïdes, disposées en lignes à travers les valves.
Le sternum est absent ; dans certains cas, une région centrale claire est observable, mais ni épaissie ni bien distincte, elle ne semble pas être un vrai sternum.
Les aréoles sont occluses par des cribres (cribra) qui dépassent de la surface externe de la valve et ont des spinules (petites épines) externes. Les épines marginales, bien visibles, sont en forme de « T », dont les parties supérieures sont parfois fusionnées ; avec un fin filigrane entre les tiges des pièces en T adjacentes. Des épines complexes formant une structure « en forme de clôture » ont été observées.
On note la présence de rimoportulae ; de copules (copula) simples, ouvertes, munies de pores. Des ligules (ligula) complexes apparaissent sur les copules et les fimbriae (ou franges) sur la bande la plus abvalvaire (abvalvar), c'est  dire la partie de la diatomée qui la plus éloignée de la face de la valve (par opposition à advalvaire, advalvar,partie la plus proche).
Note : le vocabulaire ci-dessus, spécifique aux diatomées (notamment les mots en italique), est explicité dans le glossaire anglophone cité en référence.

## Distribution
Bien que souvent collecté dans le plancton côtier, Cymatosira pousse probablement dans l'épipsammon (c'est-à-dire vivant sur le sable) ; il est certainement également présent sur les plages de sable et les marais salants.

## Liste des genres
Selon AlgaeBase (5 août 2022) :
- Arcocellulus Hasle, Stosch & Syvertsen, 1983
- Bogorovia A.P.Jousé, 1966
- Brockmanniella Hasle, Stosch & Syvertsen, 1983
- Campylosira Grunow ex Van Heurck, 1885
- Cymatosira Grunow, 1862  genre type
- Cymatosirella Dabek, Witkowski & Sabbe, 2013
- Extubocellulus Hasle, Stosch & Syvertsen, 1983
- Hyalinella A.Witkowski, Lange-Bertalot & Metzeltin, 2000
- Koizumia Y.Yanagisawa, 1994
- Lambertocellus Dabek, Witkowski & Ashworth, 2017
- Lennoxia H.A.Thomsen & K.R.Buck, 1993
- Leyanella G.R.Hasle, H.A.von Stosch & E.E.Syvertsen, 1983
- Minutocellulus G.R.Hasle, H.A.von Stosch & E.E.Syvertsen, 1983
- Papiliocellulus G.R.Hasle, H.A.von Stosch & E.E.Syvertsen, 1983
- Pierrecomperia K.Sabbe, N.Vyverman & L.Ribero , 2010
- Plagiogrammopsis Hasle, Stosch & Syvertsen, 1983
- Pseudoleyanella H.Takano, 1985
- Rossiella T.V.Desikachary & C.L.Maheshwari, 1958
- Syvertsenia A.Witkowski & A.Gomes, 2013

## Systématique
La famille des Cymatosiraceae a été créée en 1983 par  Grethe Rytter Hasle (1920-2013), Hans-Adolf von Stosch (d) (1908-1987) et Erik E. Syvertsen (d).

## Publication originale
- (en) G.R. Hasle, H.A. von Stosch et E.E. Syvertsen, « Cymatosiraceae, a new diatom family », Bacillaria, vol. 6,‎ 1983, p. 9-156 (ISSN 0170-0189).